# Aerva caudata
Aerva caudata là loài thực vật có hoa thuộc họ Dền. Loài này được Bojer mô tả khoa học đầu tiên năm 1837.